# Петяяярви
Пе́тяяя́рви (устар. фин. Petäjäjärvi) — озеро на территории Лоймольского сельского поселения Суоярвского района Республики Карелия.

## Общие сведения
Площадь озера — 1,5 км². Располагается на высоте 146,7 метров над уровнем моря.
Форма озера лопастная, вытянутая с севера на юг. Берега изрезанные, каменисто-песчаные.
С востока в озеро втекает и с запада вытекает река Волгайоки, которая впадает в озеро Виксинселькя.
В озере расположены около десяти небольших островов без названия, количество которых варьируется в зависимости от уровня воды.
Название озера переводится с финского языка как «сосновое озеро».
Код водного объекта в государственном водном реестре — 01050000111102000011851.